# Aechmea tayoensis
Aechmea tayoensis är en gräsväxtart som beskrevs av Amy Jean Gilmartin. Aechmea tayoensis ingår i släktet Aechmea och familjen Bromeliaceae. Inga underarter finns listade i Catalogue of Life.

## Bildgalleri

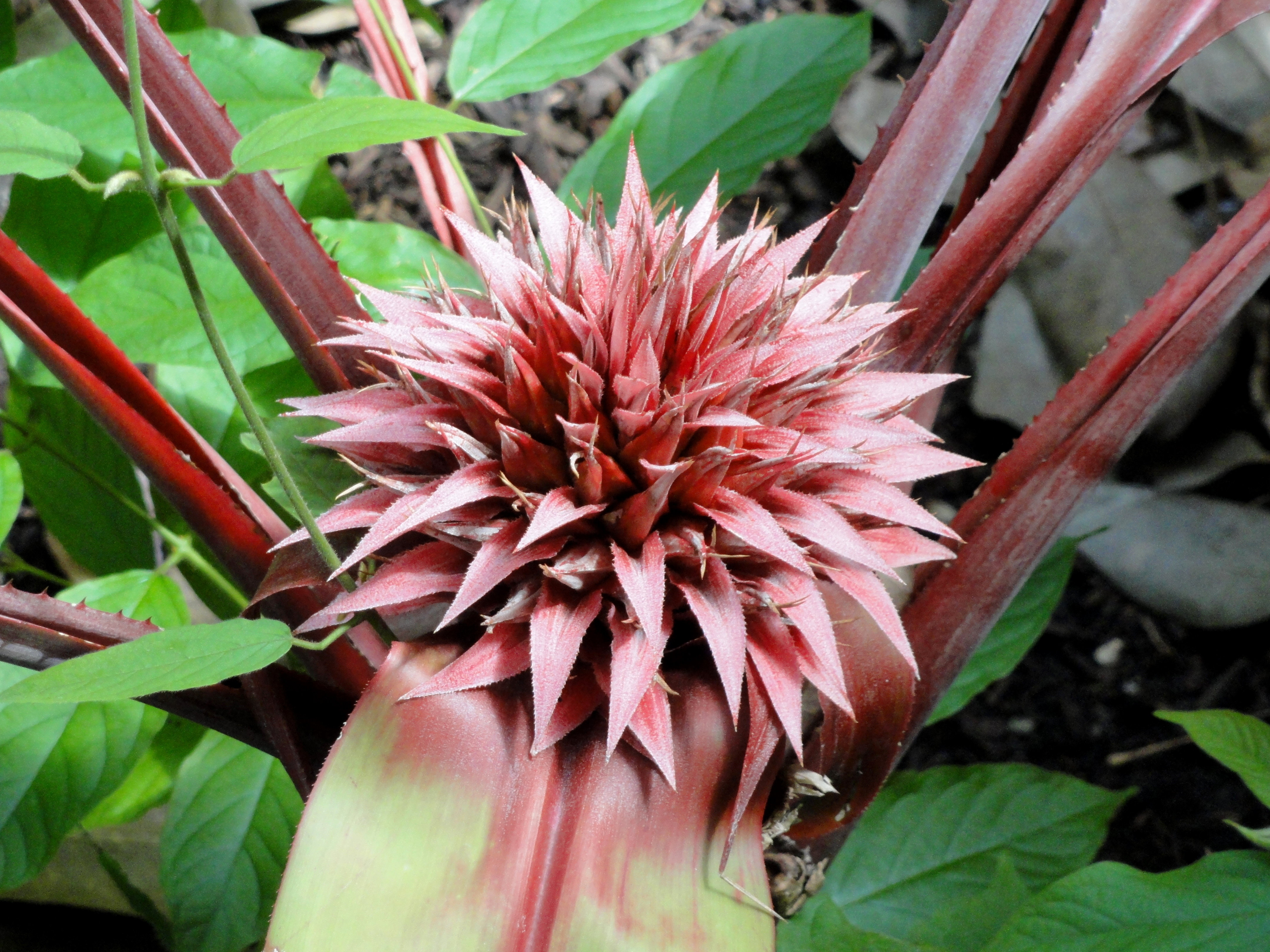